# Емпория (архитектура)
Емпорѝя е архитектурен елемент в някои православни църква – вътрешен балкон, отворен към наоса.
Емпорията обикновено се разполага в западната част на храма (най-често в пространството над притвора), но може да обикаля и по надлъжните стени. В миналото там е било женското отделение (мястото на жените по време на служба). Впоследствие емпорията се използва като допълнителна площ за богомолците или като място за хора. Достъпът до емпорията се осъществява със стълба от наоса или директно от вън.
Емпориите са характерни за по-големите храмове; някои църкви имат по две емпории, разположени една над друга.